# 올랜도 블룸
올랜도 조너선 블랜처드 블룸(영어: Orlando Jonathan Blanchard Bloom, 1977년 1월 13일 ~ )은 잉글랜드의 배우이다. 블룸은 서사 역사극 판타지 모험 영화 《반지의 제왕 영화 삼부작 시리즈》에서 '레골라스' 역할을 연기하면서 얼굴을 알리고 유명세를 탔다. 그는 레골라스 역할을 다시 한번 연기한 《호빗 영화 삼부작 시리즈》를 포함한 《캐리비안의 해적 시리즈》, 《블랙 호크 다운》, 《트로이》, 《킹덤 오브 헤븐》의 서사 판타지 모험 영화에 출연하며 명성을 더했다.
블룸은 이후에 《엘리자베스 타운》와 《뉴욕 아이 러브 유》, 《메인 스트리트》 같은 앙상블 영화에 출연하며 헐리우드 영화의 주연급 배우로 성장하였다. 블룸은 그의 전문적인 무대 데뷔로 2013년 웨스트엔드 듀크오브요크극장에서 공연 된 《로미오와 줄리엣》에 출연하였다. 2009년, 블룸은 유니세프 친선 대사로 임명되었다. 그는 오스트레일리아의 모델 미란다 커와 2010년 결혼하였다. 하지만 그들은 2013년 이혼하였다.

## 사생활
블룸의 알려진 연애사로는 그는 2003년 데이트를 시작한 미국의 배우 케이트 보스워스와 2006년 9월에 결별하였다.

블룸은 2007년 말부터 오스트레일리아의 모델 미란다 커와 데이트를 시작했다. 그들은 2010년 6월에 약혼을 발표했고, 다음 달에 결혼식을 올렸다. 커와 블룸은 2011년 1월 6일, 그들의 아들 플린 블룸을 로스앤젤레스에서 출산했다. 2013년 10월 25일, 커와 블룸은 몇 달전부터 별거를 시작해, 두 사람의 결혼 생활을 마무리한다고 발표하였다.
블룸은 2016년 1월에 미국 가수 겸 작곡가 케이티 페리와 데이트를 시작했지만, 부부는 2017년 2월에 결별을 확인했다. 두 사람은 2018년 2월에 다시 연애를 시작했고, 2019년 2월 14일에 약혼했다. 2020년 3월 5일, 페리의 노래 "Never Weared White"의 뮤직비디오를 통해 부부가 첫 아이를 함께 출산할 예정이라는 사실이 밝혀졌다. 페리는 2020년 8월 26일에 딸을 출산했다. 2025년 6월 26일, 블룸과 페리가 별거 중이라는 보도가 있었다.

## 출연 작품

### 영화
| 연도   | 제목                                     | 역할                  | 비고       |
| ------ | ---------------------------------------- | --------------------- | ---------- |
| 1997년 | 《와일드》                               | 렌트 보이             | 카메오     |
| 2001년 | 《반지의 제왕: 반지 원정대》             | 레골라스              |            |
| 2001년 | 《블랙 호크 다운》                       | 토드 브랙번 일병      |            |
| 2002년 | 《반지의 제왕: 두 개의 탑》              | 레골라스              |            |
| 2002년 | 《못말리는 알리》                        | 남자 1                | 카메오     |
| 2003년 | 《네드 켈리》                            | 조 바이런             |            |
| 2003년 | 《캐리비안의 해적: 블랙 펄의 저주》      | 윌 터너               |            |
| 2003년 | 《반지의 제왕: 왕의 귀환》               | 레골라스              |            |
| 2004년 | 《칼슘 키드》                            | 지미 코넬리           |            |
| 2004년 | 《트로이》                               | 파리스                |            |
| 2004년 | 《헤이븐》                               | 샤이                  |            |
| 2005년 | 《킹덤 오브 헤븐》                       | 발리안                |            |
| 2005년 | 《엘리자베스 타운》                      | 드류 베일러           |            |
| 2006년 | 《캐리비안의 해적: 망자의 함》           | 윌 터너               |            |
| 2006년 | 《러브 앤 트러블》                       | 헐리우드 파올로       |            |
| 2006년 | 《아르메니아 대학살》                    | 오귀스트 베르노       | 다큐멘터리 |
| 2007년 | 《캐리비안의 해적: 세상의 끝에서》       | 윌 터너               |            |
| 2007년 | 《에베레스트: 어 클림브 포 피스》        | 내레이션              | 다큐멘터리 |
| 2009년 | 《뉴욕 아이 러브 유》                    | 데이비드 역           |            |
| 2010년 | 《심퍼시 포 딜러셔스》                   | 스테인                |            |
| 2010년 | 《메인 스트리트》                        | 해리스 파커           |            |
| 2011년 | 《매니악》                               | 차에 타고 있는 남자   | 카메오     |
| 2011년 | 《삼총사》                               | 버킹엄 공작           |            |
| 2011년 | 《굿 닥터》                              | 의사 마틴 E. 블레이크 |            |
| 2012년 | 《호빗: 뜻밖의 여정》                    | 레골라스              |            |
| 2013년 | 《줄루: 범죄도시》                       | 브라이언 엡킨         |            |
| 2013년 | 《호빗: 스마우그의 폐허》                | 레골라스              |            |
| 2014년 | 《호빗: 다섯 군대 전투》                 | 레골라스              |            |
| 2015년 | 《디깅 포 파이어》                       | 벤                    |            |
| 2016년 | 《언락》                                 |                       | 제작 후반  |
| 2017년 | 《캐리비안의 해적: 죽은 자는 말이 없다》 | 윌 터너               |            |
| 2017년 | 《스파이 게임》                          | 잭 올커트             |            |
| 2020년 | 《아웃포스트》                           | 벤저민 D. 키팅        |            |
| 2023년 | 《그란 투리스모》                        | 대니 무어             |            |

### 텔레비전
| 연도        | 제목                | 역할                          | 비고       |
| ----------- | ------------------- | ----------------------------- | ---------- |
| 1994~1996년 | 《캐주얼티》        | 엑스트라 / 노엘 해리슨 / 환자 | 3 에피소드 |
| 2000년      | 《미드소머 머더스》 | 피터 드링크워터               | 1 에피소드 |
| 2006년      | 《엑스트라스》      | 본인 역                       | 1 에피소드 |
| 2011년      | 《LA 필 라이브》    | 로미오                        | 1 에피소드 |
| 2016년      | 《이지》            |                               |            |

### 무대
| 연도   | 제목                | 역할   | 비고                 |
| ------ | ------------------- | ------ | -------------------- |
| 2014년 | 《로미오와 줄리엣》 | 로미오 | 브로드웨이 극장 공연 |

## 수상 및 후보
| 연도   | 상                                                             | 부분                                              | 결과 | 작품                                |
| ------ | -------------------------------------------------------------- | ------------------------------------------------- | ---- | ----------------------------------- |
| 2001년 | 포닉스 영화 비평가협회상                                       | 최우수 캐스팅상                                   | 수상 | 《반지의 제왕: 반지 원정대》        |
| 2001년 | 엠파이어 어워즈                                                | 최우수 신인상                                     | 수상 | 《반지의 제왕: 반지 원정대》        |
| 2001년 | MTV 무비 어워즈                                                | 최고의 신인 연기상                                | 수상 | 《반지의 제왕: 반지 원정대》        |
| 2001년 | 새턴 어워즈                                                    | 유망한 얼굴상 - 남자부분                          | 후보 | 《반지의 제왕: 반지 원정대》        |
| 2001년 | 스크린 액터 길드 어워즈(미국 배우 조합상)                      | 영화 부분 최우수 연기 캐스팅상                    | 후보 | 《반지의 제왕: 반지 원정대》        |
| 2001년 | 포닉스 영화 비평가협회상                                       | 최우수 캐스팅상                                   | 후보 | 《블랙 호크 다운》                  |
| 2002년 | 온라인 영화 비평가협회상                                       | 최우수 캐스팅상                                   | 수상 | 《반지의 제왕: 두 개의 탑》         |
| 2002년 | 포닉스 영화 비평가협회상                                       | 최우수 캐스팅상                                   | 수상 | 《반지의 제왕: 두 개의 탑》         |
| 2002년 | 스크린 액터 길드 어워즈(미국 배우 조합상)                      | 영화 부분 최우수 연기 캐스팅상                    | 후보 | 《반지의 제왕: 두 개의 탑》         |
| 2003년 | MTV 무비 어워즈                                                | 최고의 트랜스-애틀랜틱 연기상                     | 후보 | 《반지의 제왕: 두 개의 탑》         |
| 2003년 | 호주 AACTA 어워즈(오스트레일리아영화 텔레비전 예술 아카데미상) | 최우수 남우조연상                                 | 후보 | 《네드 켈리》                       |
| 2003년 | 크리틱스 초이스 무비 어워즈(미국 방송 영화 비평가 협회상)      | 최우수 캐스팅상                                   | 수상 | 《반지의 제왕: 왕의 귀환》          |
| 2003년 | 내셔널 보드 오브 리뷰(전미 영화 비평가위원회상)                | 최우수 캐스팅상                                   | 수상 | 《반지의 제왕: 왕의 귀환》          |
| 2003년 | 포닉스 영화 비평가협회상                                       | 최우수 캐스팅상                                   | 수상 | 《반지의 제왕: 왕의 귀환》          |
| 2003년 | 스크린 액터 길드 어워즈(미국 배우 조합상)                      | 영화 부분 최우수 연기 캐스팅상                    | 수상 | 《반지의 제왕: 왕의 귀환》          |
| 2003년 | 엠파이어 어워즈                                                | 최우수 영국 배우상                                | 후보 | 《반지의 제왕: 왕의 귀환》          |
| 2003년 | 틴 초이스 어워즈                                               | 초이스 무비: 드라마/액션 어드벤처 배우상          | 후보 | 《반지의 제왕: 왕의 귀환》          |
| 2003년 | 헐리우드 영화 페스티벌 어워즈                                  | 주목할만한 연기상 - 남자부분                      | 수상 | 《캐리비안의 해적: 블랙 펄의 저주》 |
| 2003년 | 틴 초이스 어워즈                                               | 초이스 무비: 케미스트리상(키이라 나이틀리와 함께) | 수상 | 《캐리비안의 해적: 블랙 펄의 저주》 |
| 2003년 | 틴 초이스 어워즈                                               | 초이스 무비: 싸움/액션 스퀀스상                   | 수상 | 《캐리비안의 해적: 블랙 펄의 저주》 |
| 2003년 | 틴 초이스 어워즈                                               | 초이스 무비: 키스상(키이라 나이틀리와 함께)       | 수상 | 《캐리비안의 해적: 블랙 펄의 저주》 |
| 2004년 | 멕시코 MTV 무비 어워즈                                         | 섹시한 히어로상                                   | 수상 | 《캐리비안의 해적: 블랙 펄의 저주》 |
| 2004년 | MTV 무비 어워즈                                                | 최고의 영화 팀상                                  | 후보 | 《캐리비안의 해적: 블랙 펄의 저주》 |
| 2005년 | 제임슨 피플 초이스 어워즈                                      | 최우수 유럽 배우상                                | 수상 | 《킹덤 오브 헤븐》                  |
| 2005년 | 틴 초이스 어워즈                                               | 초이스 무비: 키스상(에바 그린과 함께)             | 후보 | 《킹덤 오브 헤븐》                  |
| 2006년 | 틴 초이스 어워즈                                               | 초이스 무비: 럼블상                               | 수상 | 《캐리비안의 해적: 망자의 함》      |
| 2006년 | 틴 초이스 어워즈                                               | 초이스 무비: 케미스트리상(키이라 나이틀리와 함께) | 수상 | 《캐리비안의 해적: 망자의 함》      |
| 2006년 | 틴 초이스 어워즈                                               | 초이스 무비: 드라마/액션 어드벤처 배우상          | 후보 | 《캐리비안의 해적: 망자의 함》      |
| 2007년 | 틴 초이스 어워즈                                               | 초이스 무비: 럼블상                               | 수상 | 《캐리비안의 해적: 세상의 끝에서》  |
| 2007년 | 내셔널 무비 어워즈                                             | 최우수 남자연기상                                 | 후보 | 《캐리비안의 해적: 세상의 끝에서》  |
| 2007년 | 틴 초이스 어워즈                                               | 초이스 무비: 드라마/액션 어드벤처 배우상          | 후보 | 《캐리비안의 해적: 세상의 끝에서》  |
| 2007년 | 골든 래즈베리상                                                | 최악의 남우조연상                                 | 후보 | 《캐리비안의 해적: 세상의 끝에서》  |
| 2014년 | MTV 무비 어워즈                                                | 최고의 싸움상                                     | 수상 | 《호빗 : 스마우그의 폐허》          |
| 2014년 | MTV 무비 어워즈                                                | 최고의 영화 변신장면상                            | 후보 | 《호빗 : 스마우그의 폐허》          |
| 2014년 | 코믹 바인 영화 어워즈                                          | 최우수 조연 캐릭터상                              | 후보 | 《호빗 : 스마우그의 폐허》          |
| 2015년 | 브리티시 아카데미 브리타니아 어워즈                            | 브리타니아 인도주의상                             | 수상 | 빈칸                                |